# ميلوس ستويانوفيتش (لاعب كرة قدم)
ميلوس ستويانوفيتش (25 ديسمبر 1984 في صربيا - ) هو لاعب كرة قدم كوري جنوبي وصربي في مركز الهجوم. لعب مع رادنيتشكي نيش ونادي بوسان أي بارك ونادي رادنيك بيلينا ونادي ياغودينا وسلافيا سراييفو ‏ ونادي جيونجنام ‏ ونادي جيدينستفو باراتشين ونادي ووهان وزلاتي مورافسي وFK Novi Pazar ‏.

## وصلات خارجية
- ميلوس ستويانوفيتش (لاعب كرة قدم) على موقع دوري كوريا الجنوبية (الإنجليزية)
- ميلوس ستويانوفيتش (لاعب كرة قدم) على موقع قاعدة بيانات كرة القدم.إي يو (الإنجليزية)
- ميلوس ستويانوفيتش (لاعب كرة قدم) على موقع Soccerway.com (الإنجليزية)